# 2034
Cette page concerne l'année 2034  du calendrier grégorien.
2034 est une année commune qui commence un dimanche. C'est la 2034e année de notre ère, la 34e du IIIe millénaire et du XXIe siècle et la 5e de la décennie 2030-2039.

## Autres calendriers
L'année 2034 du calendrier grégorien correspond aux dates suivantes :
- Calendrier berbère : 2983 / 2984
- Calendrier hébraïque : 5794 / 5795
- Calendrier indien : 1955 / 1956
- Calendrier musulman : 1455 / 1456
- Calendrier persan : 1412 / 1413

## Événements prévus
- Le 20 mars aura lieu un double événement astronomique : une éclipse solaire totale[1] et un équinoxe vernal (de printemps)[2]. Cette coïncidence ne se produira que 2 fois au XXIe siècle (l'autre en 2015). La dernière coïncidence, avant 2015, a eu lieu le 20 mars 1662 ; la suivante aura lieu le 20 mars 2406.
- 3 avril : éclipse lunaire.
- 12 septembre : éclipse solaire annulaire.
- 28 septembre : éclipse lunaire partielle.
- 25 novembre : Super lune (après celle du 14 novembre 2016)

### Dates à préciser
- Jeux olympiques d'hiver de 2034
- Coupe du monde de football de 2034

## 2034 dans la fiction
- Dans la série télévisée Dans une galaxie près de chez vous, 2034 est l'année où le vaisseau spatial canadien Romano-Fafard décolle pour chercher une nouvelle planète habitable pour les Terriens.
- 2034 (en version originale : 2034: A Novel of the Next World War) est le titre d'un roman d'anticipation géopolitique publié en 2022 par Elliot Ackerman et James Stavridis